# Adèle n'a pas encore dîné
 (mai 2012).
Si vous disposez d'ouvrages ou d'articles de référence ou si vous connaissez des sites web de qualité traitant du thème abordé ici, merci de compléter l'article en donnant les références utiles à sa vérifiabilité et en les liant à la section « Notes et références ».
Pour plus de détails, voir Fiche technique et Distribution.
Adèle n'a pas encore dîné (Adéla ještě nevečeřela) est un film fantastique et policier tchécoslovaque  réalisé par Oldřich Lipský, sorti en 1978.

## Synopsis
De visite à Prague, le fameux détective Nick Carter se retrouve mêlé à une mystérieuse affaire de disparition. Il semblerait que son ennemi numéro un, le "Jardinier", soit revenu, alors qu'on le croyait mort depuis longtemps, et qu'il ait développé de nouvelles espèces de plantes carnivores...

## Fiche technique
- Titre : Adèle n'a pas encore dîné
- Titre original : Adéla ještě nevečeřela
- Réalisation : Oldřich Lipský
- Scénario : Jiří Brdečka
- Production : Jaromir Lukás
- Musique : Luboš Fišer
- Photographie : Jaroslav Kučera
- Montage : Miroslav Hájek
- Direction artistique : Vladimir Labský, Milan Nejedlý
- Costumes : Ludmila Ondrácková
- Chef-décorateur : Boris Moravec
- Pays d'origine : Tchécoslovaquie
- Langue : tchèque
- Genre : fantastique/policier
- Durée : 102 minutes
- Dates de sortie :
  - août 1978  Tchécoslovaquie
  - novembre 1978  Royaume-Uni
  - octobre 1978  États-Unis (au Festival international du film de Chicago)
  - 6 juin 1980  États-Unis

## Distribution
- Michal Dočolomanský : détective Nick Carter / Larry Matejka
- Rudolf Hrušínský : commissaire Ledvina
- Miloš Kopecký : le "Jardinier" / baron Rupert von Kratzmar
- Ladislav Pešek : professeur Albin Bocek
- Naďa Konvalinková : Kvetuska Bocek, petite-fille du professeur
- Květa Fialová : comtesse Thun
- Olga Schoberová : Karin, suivante de la comtesse / Irma la Chatte
- Myrtil Frída : invité

## Distinctions
- Saturn Award du meilleur film étranger 1980
- Nomination au Saturn Award du meilleur film fantastique 1980
- Meilleure photographie au Festival international du film de Catalogne 1978 (Jaroslav Kučera)